# Humberto Romero
Humberto Antonio Romero (Corrientes, 12 de junio de 1942) es un político y abogado argentino que ejerció como ministro de Defensa de la Nación Argentina durante los primeros años de la presidencia de Carlos Menem.
Su padre, Julio Romero, fue gobernador de la provincia de Corrientes entre 1973 y 1976. Fue elegido Senador Nacional por Corrientes en 1973 por el FREJULI, siendo para ese entonces el senador más joven electo.
Fue candidato a Gobernador de Corrientes por el Partido Justicialista en 1987, resultando ganador Ricardo Leconte.